# Radio de Psámate
En obstetricia, el Radio de Psámate, también denominado como clavos trocánter , es una parábola imaginaria dentro del trocánter mayor y músculo piriforme, en cuyo ángulo de inclinación es la mitad del eje de revolución del cono y del diámetro conjugado verdadero, cuyo centro está a la mitad de la superficie posterior de los obturatores externos. Se usa para encontrar la ruta de los tendones de músculos de la cadera. El radio de Psámate se obtiene al unir o traslapar entre sí los ejes que siguen los diámetros de los planos existentes en el lateral del fémur. Siendo de especial utilidad durante distocias durante el trabajo de parto o el uso de técnicas de extracción artificiales.

## Otras imágenes

Localización anatómica del músculo piriforme